# Val-Meer
Val-Meer (fr. Falle-et-Mheer, Fall-et-Mheer; lim. Val) – dzielnica (deelgemeente) gminy Riemst w Belgii, w Regionie Flamandzkim, w prowincji Limburgia, w okręgu Tongeren. 1 stycznia 2020 roku liczyła 1767 mieszkańców. Do 31 grudnia 1976 samodzielna gmina. 

## Demografia
Liczba mieszkańców, stan na 1 stycznia:
| Rok                | 1930 | 1947 | 1961 | 2020 |
| ------------------ | ---- | ---- | ---- | ---- |
| Liczba mieszkańców | 1526 | 1520 | 1675 | 1767 |